# Jaisalmer
Jaisalmer (Hindi: जैसलमेर, Jaisalmer), gegründet im Jahr 1156, ist eine Wüstenstadt mit etwa 70.000 Einwohnern im indischen Bundesstaat Rajasthan. Jaisalmer war die Hauptstadt des 1156 gegründeten Fürstenstaats Jaisalmer, der 1818 unter britische Herrschaft kam und nach der Gründung der Indischen Union aufgelöst wurde.

## Lage
Die aus einem mauerumgebenen Fortbereich und einer Unterstadt bestehenden Stadt Jaisalmer liegt im Westen der Wüste Thar nahe der Grenze zu Pakistan in einer Höhe von ca. 220 bis 275 m ü. d M. Die indische Hauptstadt Delhi ist ca. 800 km in nordöstlicher Richtung entfernt; Jaipur, die Hauptstadt Rajasthans, befindet sich ca. 570 km östlich. Das (halb)wüstenartige Klima von Jaisalmer ist heiß und trocken; Regen fällt nahezu ausschließlich in den Monsunmonaten Juli und August.

## Bevölkerung
Offizielle Bevölkerungsstatistiken werden seit 1991 geführt und veröffentlicht.
| Jahr      | 1991   | 2001   | 2011   |
| Einwohner | 38.735 | 57.537 | 65.471 |

Die Rajasthani und Hindi sprechende Bevölkerung besteht zu etwa 90 % aus Hindus und zu 8 % aus Moslems; zahlenmäßig kleine Minderheiten bilden Jains, Christen, Sikhs, Parsen und andere. Wie bei Volkszählungen in Indien üblich, liegt der männliche Bevölkerungsanteil etwa 12 % höher als der weibliche.

## Wirtschaft
Jaisalmer ist eine alte Karawanenstadt, die durch den Fernhandel zwischen Indien und Arabien bzw. Europa im Mittelalter und in der frühen Neuzeit eine lange Blütezeit erlebte. Mit der wachsenden Bedeutung von Häfen wie Khambat, Surat oder Bombay unter den Briten und vor allem nach der Teilung Indiens (1947) geriet die Stadt ins Abseits. Heute spielen das in der Umgebung der Stadt stationierte Militär und der Tourismus die entscheidenden Rollen im Wirtschaftsleben der Stadt. Der neue Rajasthan-Kanal ermöglichte ein Aufblühen der Landwirtschaft im Umland. Straßen und eine Eisenbahnlinie ermöglichen den Anschluss von Jaisalmer an das restliche Rajasthan. Außerdem existiert über den Flughafen Jaisalmer Anschluss an das nationale Flugnetz.

## Geschichte
Lodurva, die ca. 10 km nordwestlich gelegene alte Hauptstadt der Bhatti Rajputen, wurde im 12. Jahrhundert an den jüngeren Halbbruder von Rawal Jaisal übergeben; dieser gründete daraufhin auf dem ca. 75 m hohen, 120 m langen und 500 m breiten Trikuta-Felsen eine neue Stadtfestung aus Lehm vermischt mit Steinen. Es gelang ihm und seinen Nachfolgern die Angriffe der muslimischen Heere eine Zeit lang abzuwehren, doch im Jahr 1294 eroberten die Truppen Ala ud-Din Khaljis die Stadt, woraufhin ein großer Teil der Frauen Selbstmord (jauhar) beging und ihre Kinder mit in den Tod nahm. Ende des 14. Jahrhunderts belagerten die Soldaten Firuz Schah Tughluqs die Stadt, woraufhin ein erneuter jauhar stattfand. Im 16. Jahrhundert gerieten die Rajas von Jaisalmer kurzzeitig in Konflikt mit dem Mogulreich, doch Raja Sabal Singh (reg. 1651–1661) erkannte schließlich die Oberhoheit der Moguln an, ließ die Festungsstadt aus Sandstein neu erbauen und versuchte ihren Machtanspruch bis nach Bikaner auszudehnen, was jedoch erfolglos blieb. In der Phase des Niedergangs des Mogulreichs kam die Stadt – wie auch der Rest Rajasthans – unter die Kontrolle der Marathen und später der Briten.

## Sehenswürdigkeiten
Jaisalmer ist mit seiner mittelalterlichen Festung und dem ebenso alten, innerhalb der Festung gelegenen historischen Stadtkern ein beliebtes touristisches Ziel. Anziehungspunkte sind vor allem die Havelis, ehemalige Wohn- und Geschäftshäuser der zu Reichtum gekommenen Händler, sowie verschiedene Jaintempel. Hat der Besucherzuspruch zunächst zu einem erneuten Aufblühen der Stadt geführt, stellt der Fremdenverkehr die Stadt jedoch auch zunehmend vor Probleme. Aufgrund des mittelalterlichen Abwassersystems sind bereits 3 der insgesamt 99 historischen Bauwerke in der Festung vom Einsturz bedroht, weil Wasser in deren Fundamente dringt.
In der meist zu Wohn-, Handels- und Arbeitszwecken genutzten Unterstadt gibt es einige Havelis aus dem 19. Jahrhundert; interessant ist auch der Gadi-Sagar-See. Wenige Kilometer außerhalb von Jaisalmer liegen die alte Hauptstadt Lodurva mit ihren Jain-Tempeln, der Amar-Sagar-See und die Kenotaphe der Maharajas von Jaisalmer oberhalb der oft grünen Talsenke von Bada-Bagh.

## Bilder

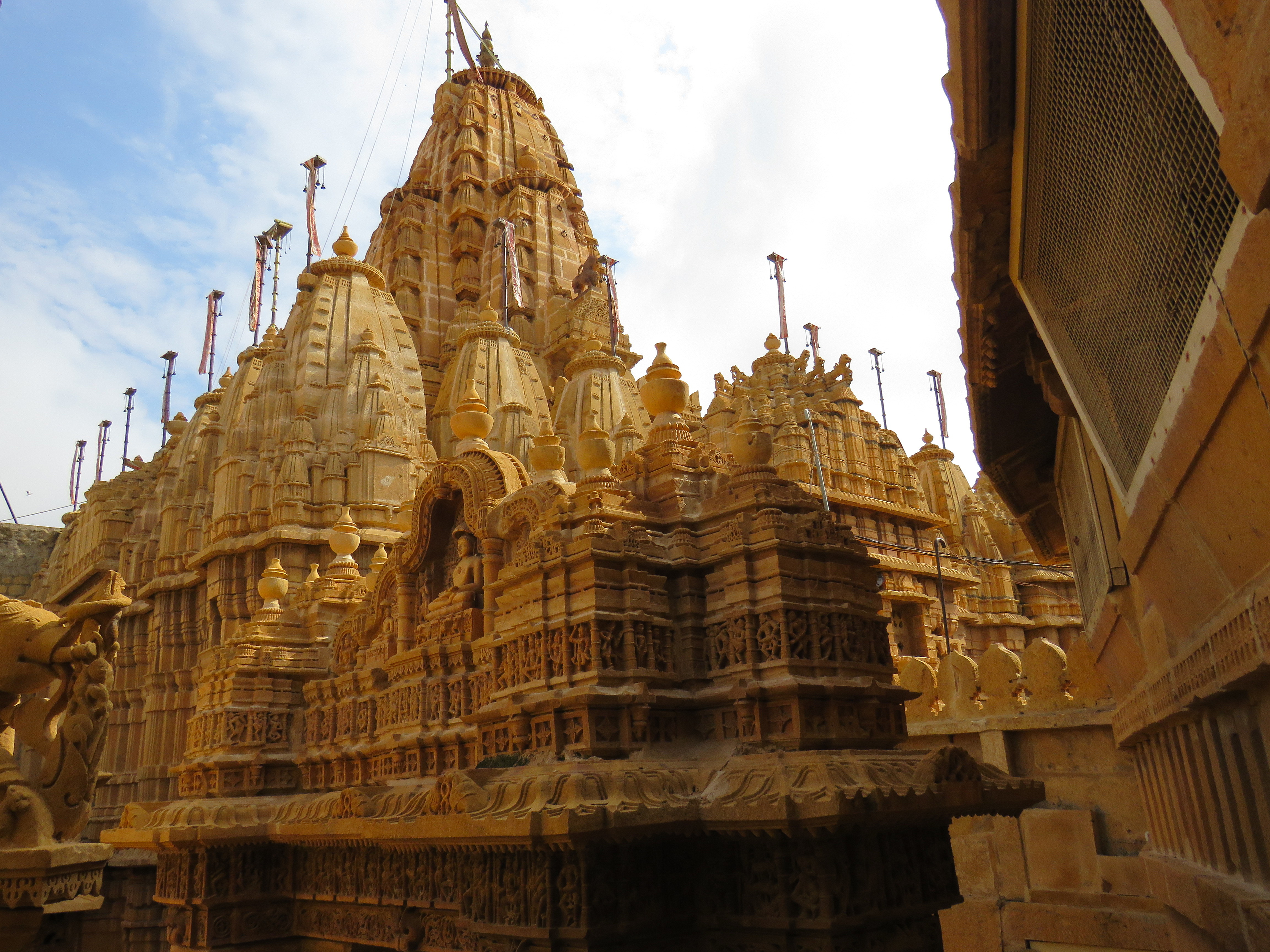
Jain-Tempel im Fort
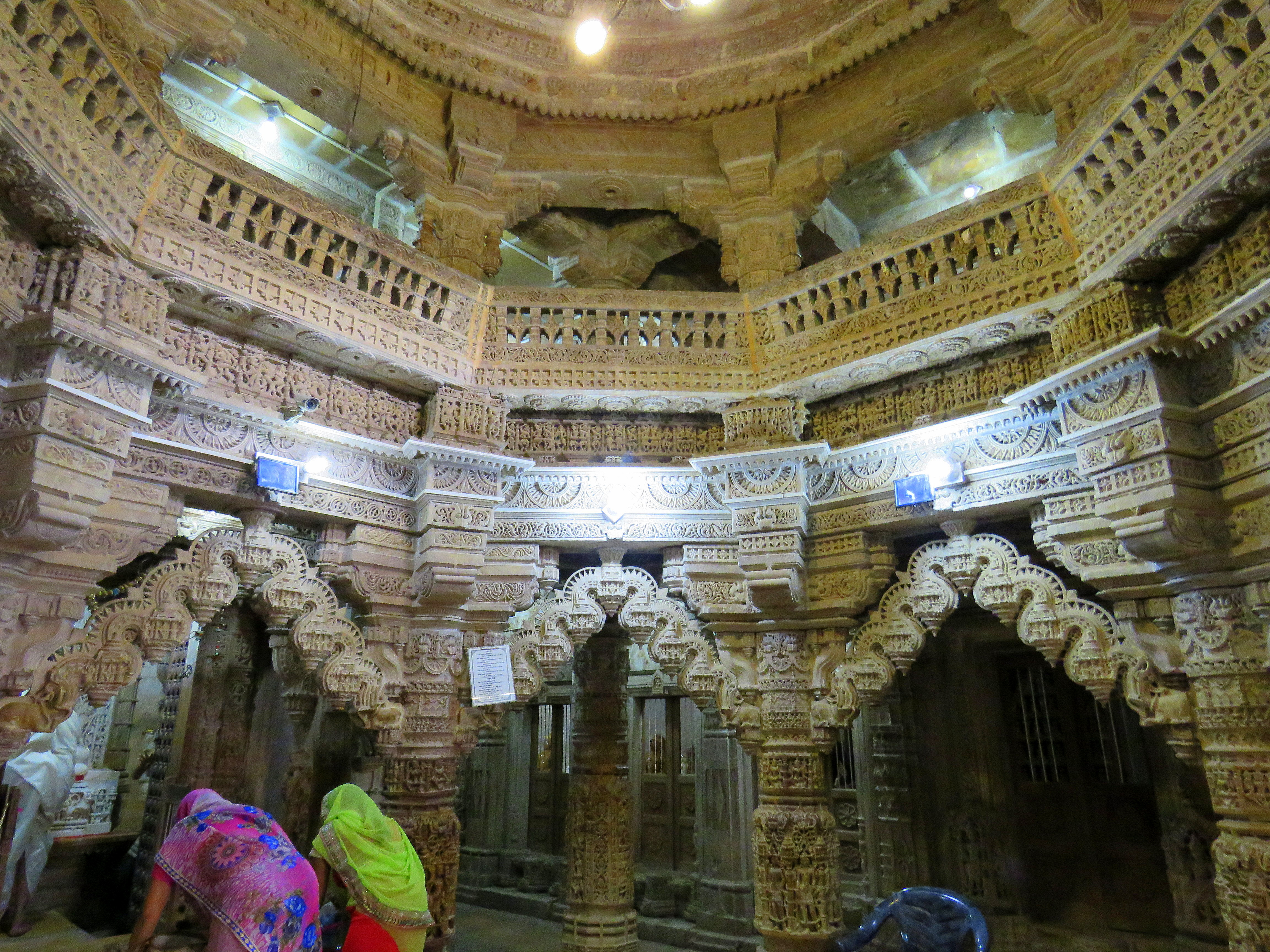
dto. (innen)
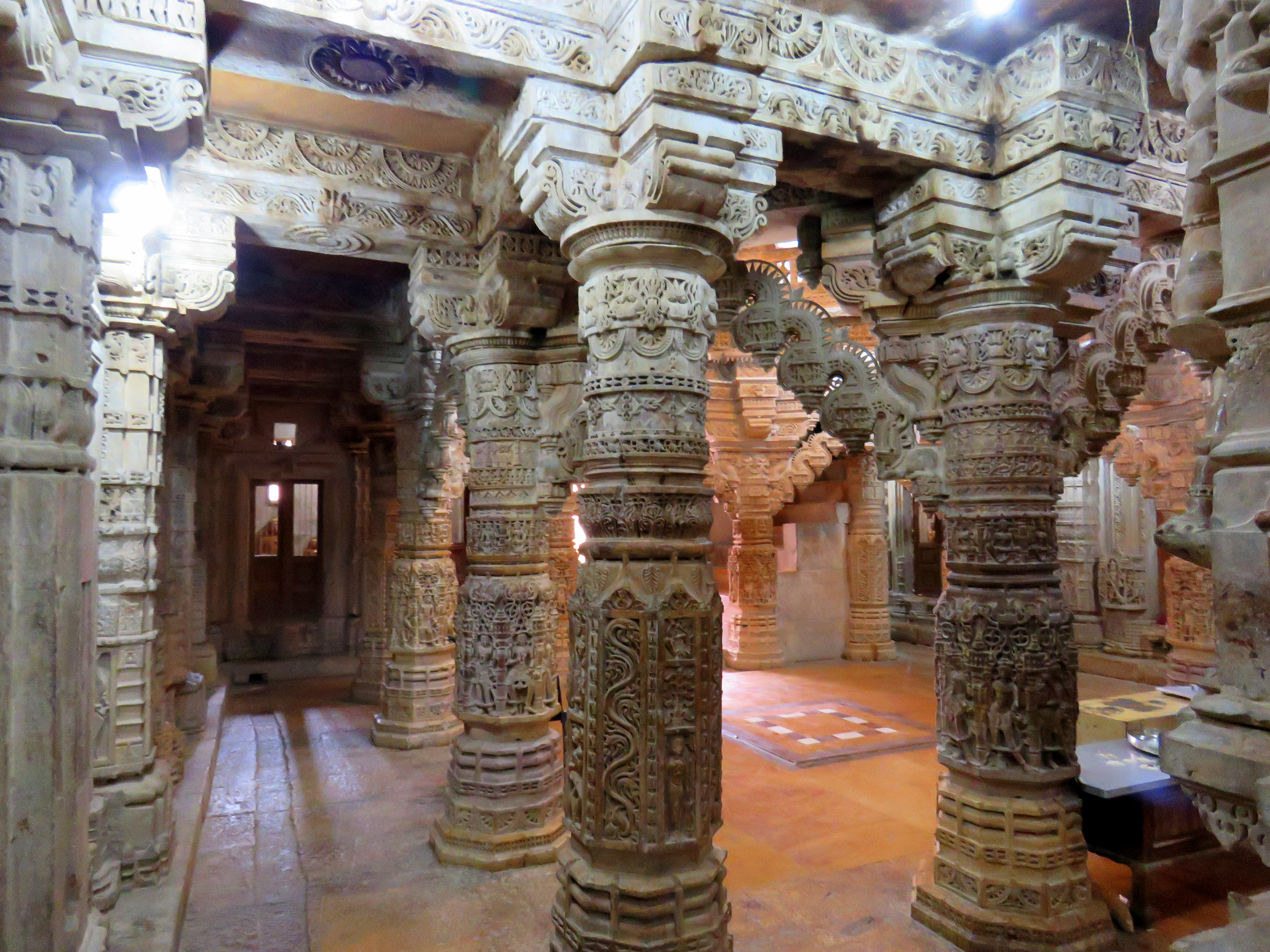
dto.
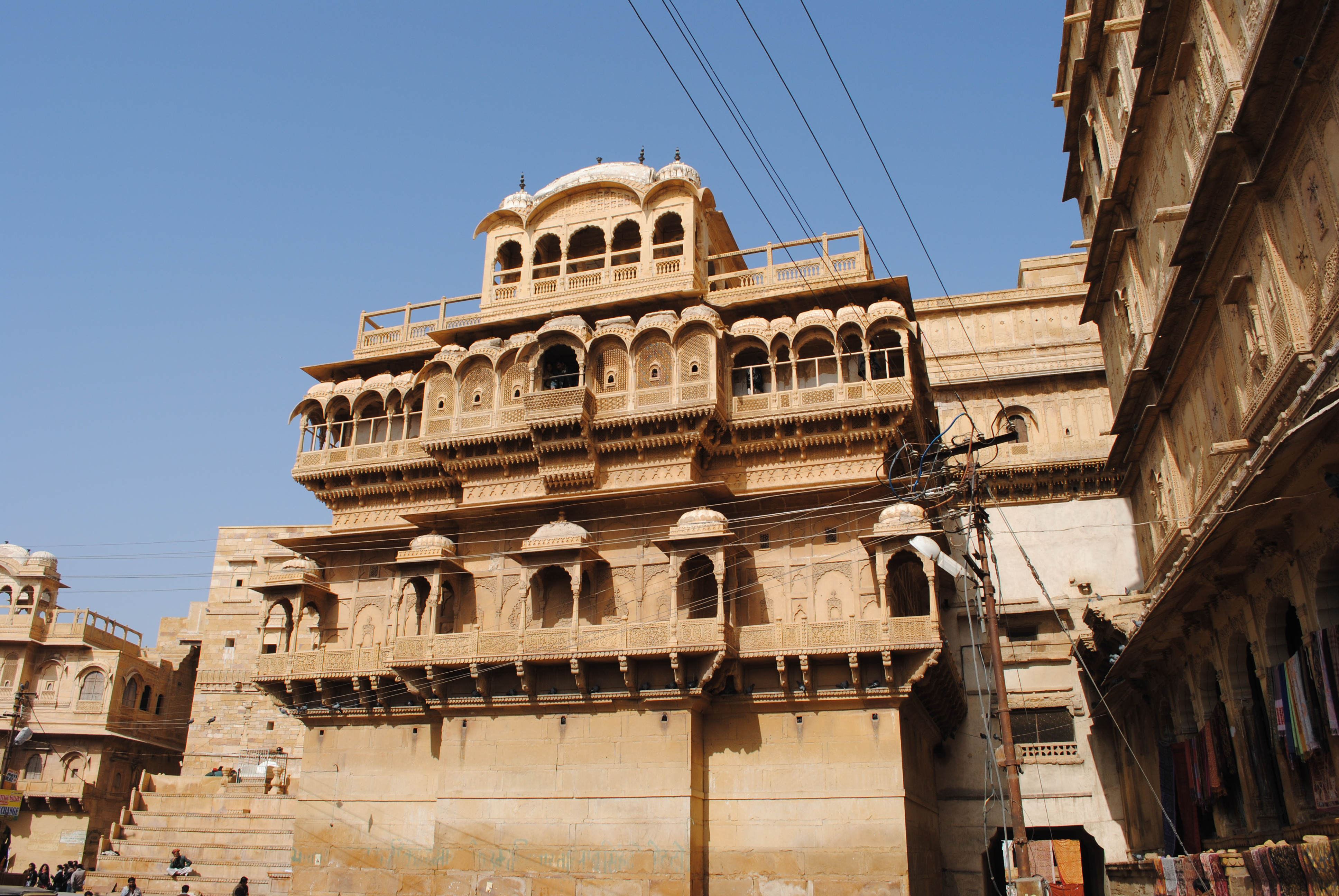
Havelis im Fort
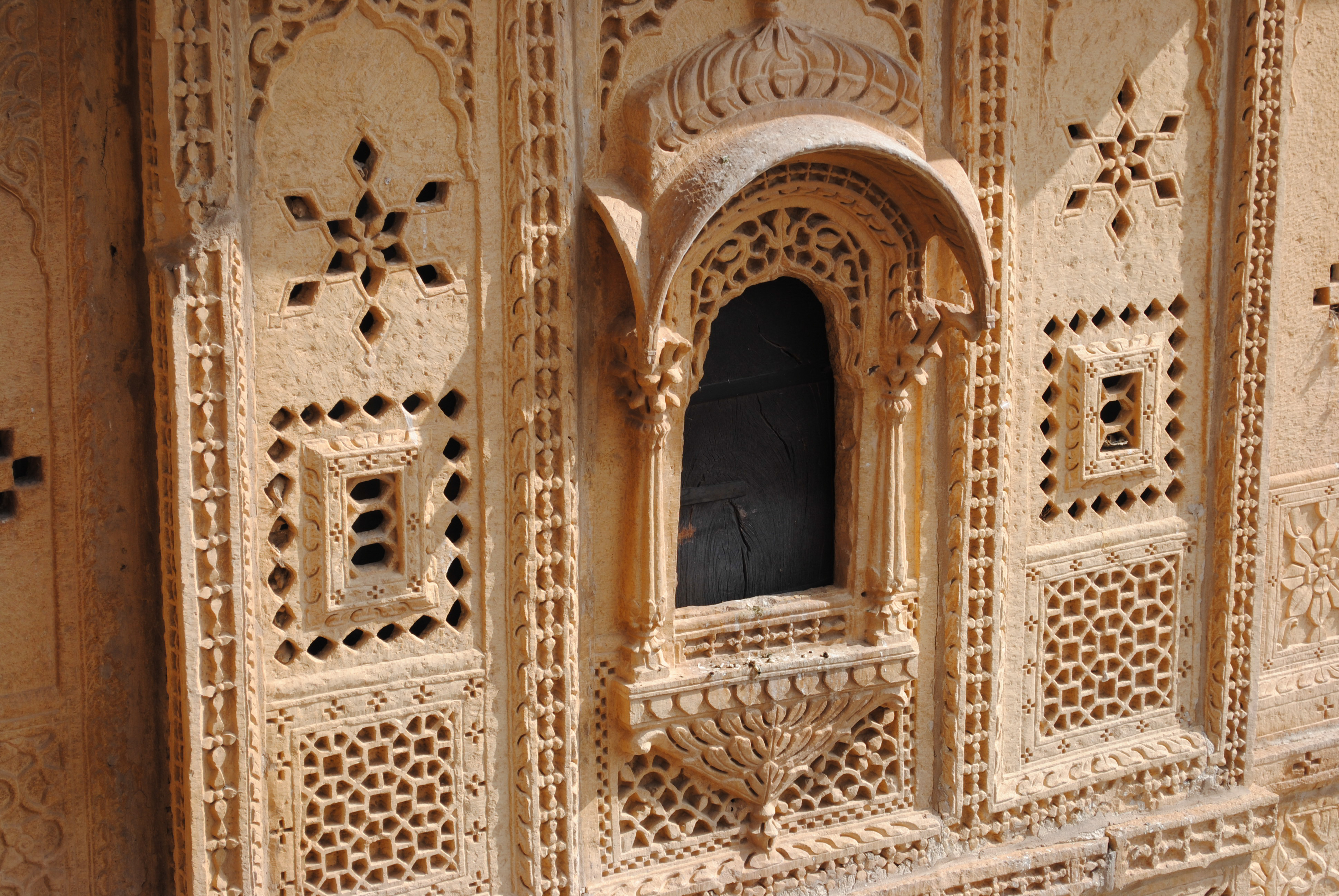
Haveli (Detail)
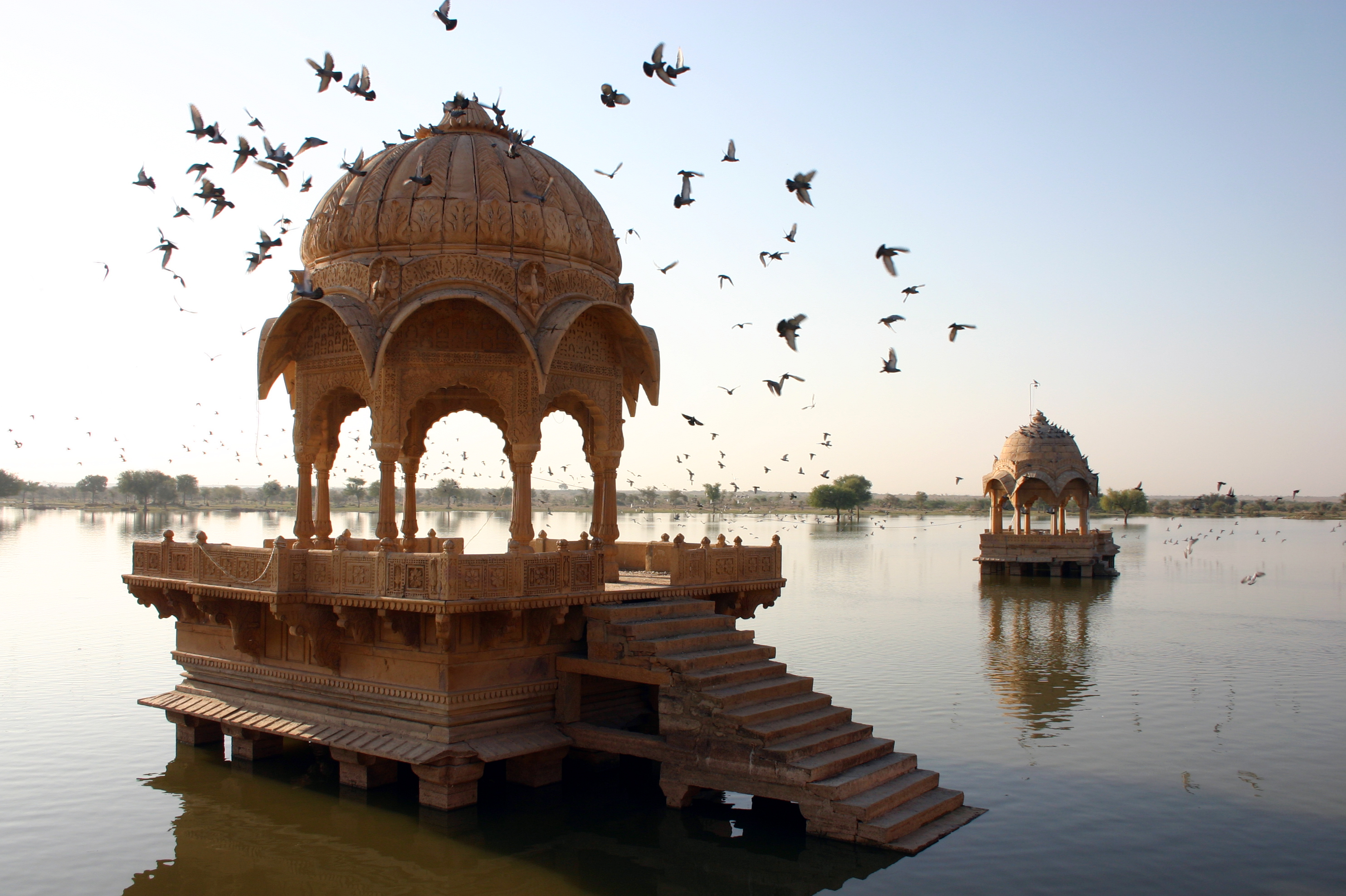
Chhatri im Amar-Sagar-See